# Ковтун Василь Васильович
Василь Васильович Ковтун (нар. 13 вересня 1963, с. Ставки, Фастівський район, Київська область) — український поет-пісняр, член НСПУ (2023).

## Біографічні відомості
У 1979 році закінчив Скригалівську восьмирічну школу Фастівського району Київської області, у 1983 — Київський механіко-металургійний технікум.
У 1983—1985 — проходив строкову службу в прикордонних військах.
У 1998 році закінчив Національний технічний університет України «Київський політехнічний інститут імені Ігоря Сікорського» та отримав вищу освіту за спеціальністю інженер-технолог.
З 1985 до 2018 року працював на різних посадах державних та комерційних підприємств м. Києва, з лютого 2018-го року — директор ТОВ «Ковсервіс».
В лютому 2022-го року під час повномасштабного вторгнення російських окупантів в Україну стояв на одному із блок-постів в складі територіальної оборони с. Петропавлівське Київської області поруч Бориспільського аеропорту.

## Творчість
Писати вірші почав 2010 року. Поштовхом до цього стали стан українського суспільства і його жага до справедливості, гідності і волі та власна громадянська позиція, яка вимагала про себе заявити в той чи інший спосіб. Одним із цих способів і стала поезія. Перші вірші були патріотичного напрямку, озвучувались на вуличних акціях, друкувались в соціальних мережах та листівках.
Вірші В. Ковтуна публікувалися в журналах «Дніпро», «Військо України», газеті «Незборима нація» та звучали на хвилях першого національного каналу Українського радіо, каналу «Культура», «Емігрантського радіо», «Радіо Донбасу», радіо «Воскресіння», «Армія FM».
Неодноразово виступав з трибуни Майдану під час подій Революції Гідності, активним учасником якої був, та перед бійцями в зоні проведення АТО та ООС на сході України, до яких неодноразово їздив в складі волонтерських місій.

### Книги
Є автором поетичних збірок:
- «Дорогою через Майдан» (2018);
- «Як пахне тобою кава» (2019);
- «В любові» (2023).

Співавтор збірок «Воїнам світла» (2015), «Поезія, натхенна жінкою» (2016), «В обіймах друзів» (2019), «Нескорена Україна» (2022), «Україна непереможна» (2022).
На слова В. Ковтуна написано понад два десятки пісень, авторами і виконавцями яких стали, зокрема, й учасники бойових дій та волонтери. Його вірші увійшли до 1-го та 2-го видань пісень військової тематики під назвою «Пісні нескорених війною» (2020, 2021).

## Громадська діяльність
Член Історичного клубу «Холодний Яр». Член Національної спілки письменників України (з 21.12.2023).

## Нагороди
Нагороджений медалями «Гідність та Воля», «За гідність та патріотизм», «25 років Незалежності України» (2016), «За відродження України» (2017), Подякою Міністерства культури України «За патріотизм і мистецьке волонтерство у зоні АТО» (2017) та іншими відзнаками.

## Родина
Одружений. Має доньку та онуку.